# Indriidae
Indridae · Indriidés, Indridés
Famille
La famille des Indriidés ou Indridés est une  des cinq familles actuelles de primates lemuriformes originaires des forêts décidues sèches de Madagascar.

## Caractéristiques

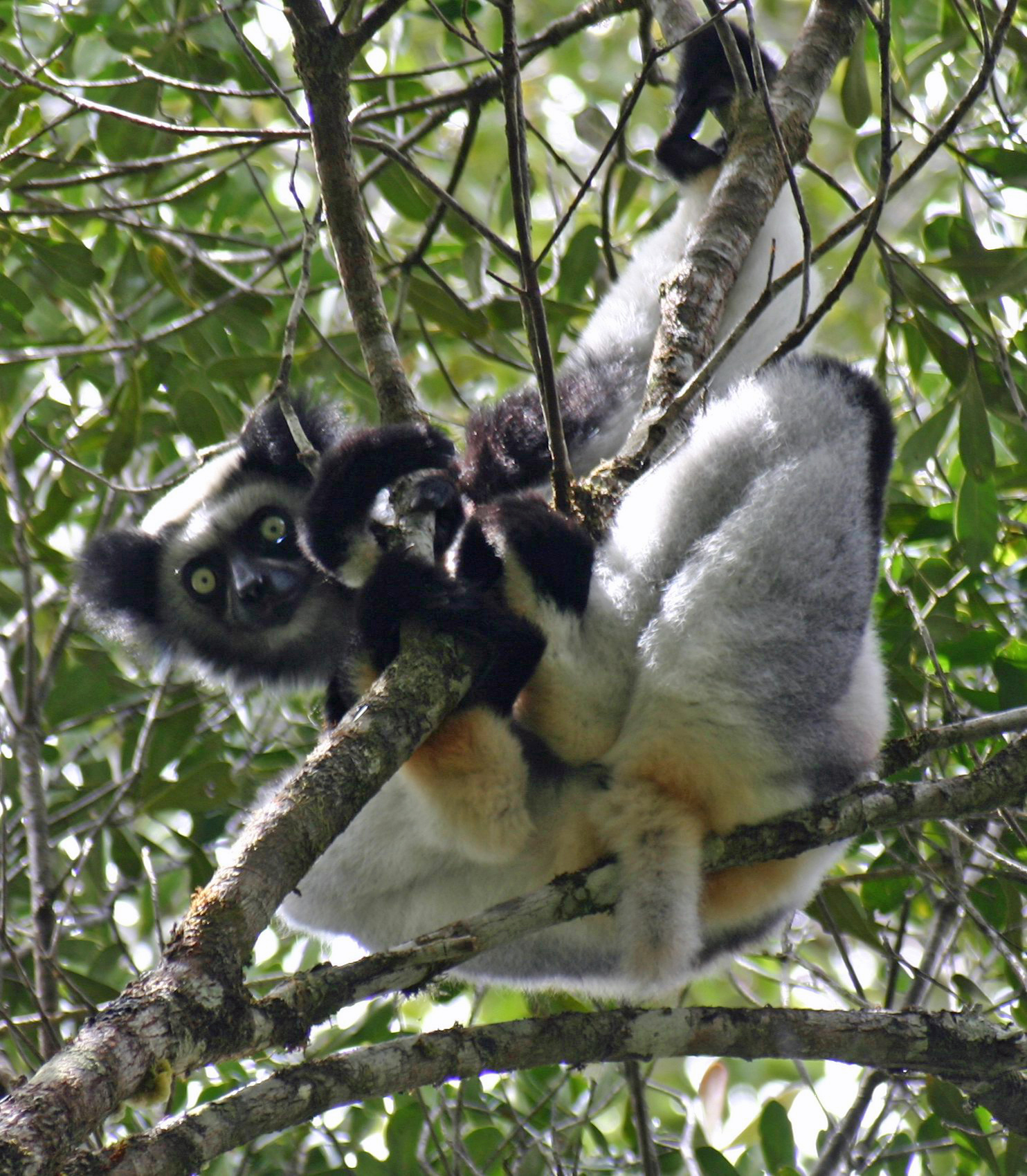
Indri Indri dans un arbre.

Cette famille comprend les indris, les plus gros des lémuriens actuels, des animaux diurnes, sans queue ou avec une queue très courte, au pelage noir et blanc, les avahis, des petits lémuriens nocturnes à la fourrure laineuse  uniformément brune et à la longue queue, et les sifakas, des lémuriens diurnes de taille moyenne, à la fourrure soyeuse, brun et blanc, eux aussi avec une longue queue.
Leur museau large et leur face plus aplatie les distinguent des Lemuridae.

## Liste des genres et espèces
| Selon NCBI | Selon MSW |
| --- | --- |
| - genre † Archaeolemur - † Archaeolemur edwardsi - † Archaeolemur majori - genre Avahi - Avahi cleesei - Avahi laniger - Avahi occidentalis - Avahi unicolor - genre † Hadropithecus - † Hadropithecus stenognathus - genre Indri - Indri indri - genre Propithecus - Propithecus candidus - Propithecus coquereli - Propithecus deckenii - Propithecus deckenii deckenii - Propithecus deckenii coronatus - Propithecus diadema - Propithecus diadema diadema - Propithecus diadema marshi - Propithecus edwardsi - Propithecus perrieri - Propithecus tattersalli - Propithecus verreauxi | - genre Avahi - Avahi laniger - Avahi occidentalis - Avahi unicolor - genre Indri - Indri indri - Indri indri indri - Indri indri variegatus - genre Propithecus - Propithecus coquereli - Propithecus deckenii - Propithecus deckenii deckenii - Propithecus deckenii coronatus - Propithecus diadema - Propithecus diadema diadema - Propithecus diadema candidus - Propithecus edwardsi - Propithecus perrieri - Propithecus tattersalli - Propithecus verreauxi |